# Poziom bezpieczeństwa
Ogólnie poziom bezpieczeństwa – liczba bitów określająca jak bardzo liczba obliczeń, które musi wykonać atakujący, jest większa od liczby obliczeń, które musi wykonać uprawniony uczestnik.
Poziom bezpieczeństwa {\displaystyle k} oznacza, że atakujący musi wykonać {\displaystyle 2^{k}} razy więcej operacji od uprawnionego uczestnika. W poziomie tym nie uwzględnia się zwykle tego, że atakujący przeciętnie zakończy poszukiwania po przeszukaniu połowy przestrzeni poszukiwań (co powinno obniżać poziom bezpieczeństwa o 1 bit).
Poziom ten może się zmniejszać w miarę postępów w kryptoanalizie.
Bezpieczeństwo jest wyrażane w bitach, gdyż liczba ta często odpowada długości klucza lub wyniku funkcji haszującej w bitach. Nie jest on jednak równoważny długości klucza.
| Kryterium bezpieczeństwa                                           | Implementacja                                                            | Poziom bezpieczeństwa                                                                                                  | Uwagi |
| Algorytmy symetryczne                                              | Algorytmy symetryczne                                                    | Algorytmy symetryczne                                                                                                  | Algorytmy symetryczne |
| ------------------------------------------------------------------ | ------------------------------------------------------------------------ | --- | --- |
| Poufność                                                           | DES, 56-bitowy klucz                                                     | mniej niż 56 | Niektóre ataki wymagają mniej obliczeń, ale bardzo dużo znanego tekstu jawnego (kryptoanaliza liniowa) lub wybranego tekstu jawnego (kryptoanaliza różnicowa), dlatego atak zwykle przeprowadza się metodą brute force. |
| Poufność                                                           | 3DES, 168-bitowy klucz                                                   | 112 | atak meet in the middle |
| Poufność                                                           | IDEA, 128-bitowy klucz                                                   | 128 | |
| Poufność                                                           | AES, 128-bitowy klucz                                                    | 128 | |
| Poufność                                                           | AES, 192-bitowy klucz                                                    | 192 | |
| Poufność                                                           | AES, 256-bitowy klucz                                                    | 256 | |
| Poufność                                                           | Blowfish, k-bitowy klucz                                                 | k+9 | Zmiana klucza wymaga {\displaystyle 2^{9}} operacji |
| Poufność                                                           | Typowy szyfr symetryczny, k-bitowy klucz                                 | k | |
| Poufność                                                           | Typowy szyfr symetryczny, zastosowany kolejno 2-krotnie, 2k-bitowy klucz | k | atak meet in the middle |
| Poufność                                                           | Typowy szyfr symetryczny, zastosowany kolejno 3-krotnie, 3k-bitowy klucz | 2k | atak meet in the middle |
| Poufność                                                           | Dwa typowe szyfry symetryczne, zastosowane jeden po drugim               | Równe bezpieczeństwu silniejszego z nich                                                                               | atak meet in the middle |
| Poufność                                                           | One time pad                                                             | Nieskończony | Żadna liczba obliczeń nie złamie tego szyfru |
| Funkcje skrótu                                                     |                                                                          | | |
| Odporność na kolizje                                               | MD5, 128-bitowy wynik                                                    | 64 | |
| Odporność na kolizje                                               | SHA1, 160-bitowy wynik                                                   | 80 | |
| Odporność na kolizje                                               | RIPEMD-160, 160-bitowy wynik                                             | 80 | |
| Odporność na kolizje                                               | Typowa kryptograficzna funkcja skrótu, k-bitowy wynik                    | {\displaystyle {\frac {1}{2}}}k                                                                                        | |
| Odporność na przeciwobraz                                          | MD5, 128-bitowy wynik                                                    | 128 | |
| Odporność na przeciwobraz                                          | SHA1, 160-bitowy wynik                                                   | 160 | |
| Odporność na przeciwobraz                                          | RIPEMD-160, 160-bitowy wynik                                             | 160 | |
| Odporność na przeciwobraz                                          | Typowa kryptograficzna funkcja skrótu, k-bitowy wynik                    | k | |
| Odporność na drugi przeciwobraz                                    | MD5, 128-bitowy wynik                                                    | 128 | |
| Odporność na drugi przeciwobraz                                    | SHA1, 160-bitowy wynik                                                   | 160 | |
| Odporność na drugi przeciwobraz                                    | RIPEMD-160, 160-bitowy wynik                                             | 160 | |
| Odporność na drugi przeciwobraz                                    | Typowa kryptograficzna funkcja skrótu, k-bitowy wynik                    | k | |
| Kryptografia klucza publicznego                                    |                                                                          | | |
| Odporność na odzyskanie klucza prywatnego na podstawie publicznego | Typowy kryptosystem, k-bitowy klucz                                      | Kilkakrotnie mniej niż k, ale trudne do dokładnego oszacowania                                                         | Postępy w faktoryzacji bardzo obniżyły poziom bezpieczeństwa RSA o danej liczbie bitów, w mniejszym stopniu dotyczy to systemów opartych na logarytmie dyskretnym ElGamal, najmniej systemów opartych na krzywych eliptycznych. Praktycznie wszystkie "egzotyczne" systemy kryptografii publicznej mają poziom bezpieczeństwa o wiele niższy od długości klucza. |
| Odporność na odzyskanie klucza publicznego na podstawie prywatnego | RSA                                                                      | Równa odporności na odzyskanie klucza prywatnego z publicznego                                                         | W wielu kryptosystemach asymetrycznych równa lub bliska 0. |
| Poufność                                                           | Typowy kryptosystem asymetryczny                                         | Równy trudności odzyskania klucza prywatnego                                                                           | |
| Niepodrabialność podpisów cyfrowych                                | Typowy kryptosystem asymetryczny                                         | Równy mniejszej z: trudności odzyskania klucza prywatnego i odporności na kolizję użytej funkcji haszującej            | W przypadku jeżeli posiadacz klucza otrzymuje wiadomość do podpisania od nas, i decyduje czy ją zaakceptować czy odrzucić |
| Niepodrabialność podpisów cyfrowych                                | Typowy kryptosystem asymetryczny                                         | Równy mniejszej z: trudności odzyskania klucza prywatnego i odporności na drugi przeciwobraz użytej funkcji haszującej | W przypadku gdy nie ma możliwości interakcji z posiadaczem klucza |
| Dzielenie sekretu                                                  | Wielomiany nad ciałem skończonym                                         | Nieskończony | Żadna liczba obliczeń nie pozwoli na odzyskanie sekretu nieuprawnionemu podzbiorowi uczestników |